# 黒田実
黒田 実（くろだ みのる、1969年〈昭和44年〉7月13日 - ）は、日本の政治家。元大阪府交野市長（2期）、交野市議会議員（3期）。

## 来歴
奈良県奈良市出身。洛星高等学校卒業、京都大学農学部中退。京大在学中に駅で毎朝演説する前原誠司（当時は京都府議会議員）に惹かれ、政治に興味を持つ。
前原事務所勤務を経て、1999年から2003年まで衆議院議員樽床伸二の秘書を務めた。2003年、交野市議会議員選挙に初当選した。2011年に3期目の当選を果たした後、2012年9月から2013年9月まで市議会議長を務めた。
2014年7月末、民主党を離党し、翌月に交野市長選に立候補した。この選挙では山本景府議（大阪維新の会）が立候補することを示唆していたが、8月上旬に山本が1年前に無料通信アプリLINEを通じて交野市内の中学生に威圧的なメッセージを送りトラブルとなっていたことが発覚し山本は出馬を断念。市長選告示日6日前の8月25日に黒田は山本の支援を受け市長選出馬を表明。9月7日、現職の中田仁公を127票差で破り交野市長選挙に初当選した。9月18日、市長就任。選挙の結果は以下の通り。
※当日有権者数：61,692人 最終投票率：45.60%（前回比：+4.47pts）
| 候補者名 | 年齢 | 所属党派 | 新旧別 | 得票数   | 得票率 | 推薦・支持                         |
| -------- | ---- | -------- | ------ | -------- | ------ | ---------------------------------- |
| 黒田実   | 45   | 無所属   | 新     | 13,825票 | 50.23% |                                    |
| 中田仁公 | 67   | 無所属   | 現     | 13,698票 | 49.77% | （推薦）自由民主党・民主党・公明党 |

2018年9月、2期目となる交野市長選に出馬し、前回支援を受けた山本らを破り2選。
※当日有権者数：64,019人 最終投票率：46.99%（前回比：+1.39pts）
| 候補者名 | 年齢 | 所属党派 | 新旧別 | 得票数   | 得票率 | 推薦・支持                                         |
| -------- | ---- | -------- | ------ | -------- | ------ | -------------------------------------------------- |
| 黒田実   | 49   | 無所属   | 現     | 16,009票 | 54.03% | （推薦）自由民主党・立憲民主党・国民民主党・公明党 |
| 山本景   | 38   | 無所属   | 新     | 9,602票  | 32.40% |                                                    |
| 坂野光雄 | 71   | 無所属   | 新     | 4,021票  | 13.57% | （推薦）日本共産党                                 |

2022年9月4日に行われた市長選挙で3選を目指すも、前回に続き立候補した山本に921票差で敗れ落選。この結果になったのは選挙では小中一貫校設置強行に反発されたこと、黒田を支援したある市議は敗因についてコミュニティバス廃止が痛かったことや、主要政党相乗りで楽観視してしまい、よりきちんとした説明が必要だったとの見方を示した。
※当日有権者数：64,247人 最終投票率：49.36%（前回比：+2.37pts）
| 候補者名   | 年齢 | 所属党派 | 新旧別 | 得票数   | 得票率 | 推薦・支持                                         |
| ---------- | ---- | -------- | ------ | -------- | ------ | -------------------------------------------------- |
| 山本景     | 42   | 無所属   | 新     | 15,816票 | 50.74% | （自主支援）日本共産党                             |
| 黒田実     | 53   | 無所属   | 現     | 14,895票 | 47.79% | （推薦）自由民主党・立憲民主党・公明党・国民民主党 |
| 下高原正男 | 54   | 無所属   | 新     | 457票    | 1.47%  |                                                    |

2023年9月、交野市議会議員選挙に立候補し、当選。

## 市政
- 2019年（令和元年）11月22日、LGBTなど性的少数者のカップルが婚姻に相当する関係にあると認める「パートナーシップ宣誓制度」を導入した[11]。